# Église Sainte-Marie de Maria Saal
L'église Sainte-Marie de Maria Saal ou église de l'Assomption de Marie, dite aussi cathédrale de Maria Saal (en allemand : Maria Saaler Dom), est une église catholique située dans la ville de Maria Saal en Carinthie dans le sud de l'Autriche. C'est un important lieu de pèlerinage et la principale église de la ville. Le sanctuaire recèle de nombreuses œuvres d'art de toutes les époques, de l'Antiquité à nos jours.

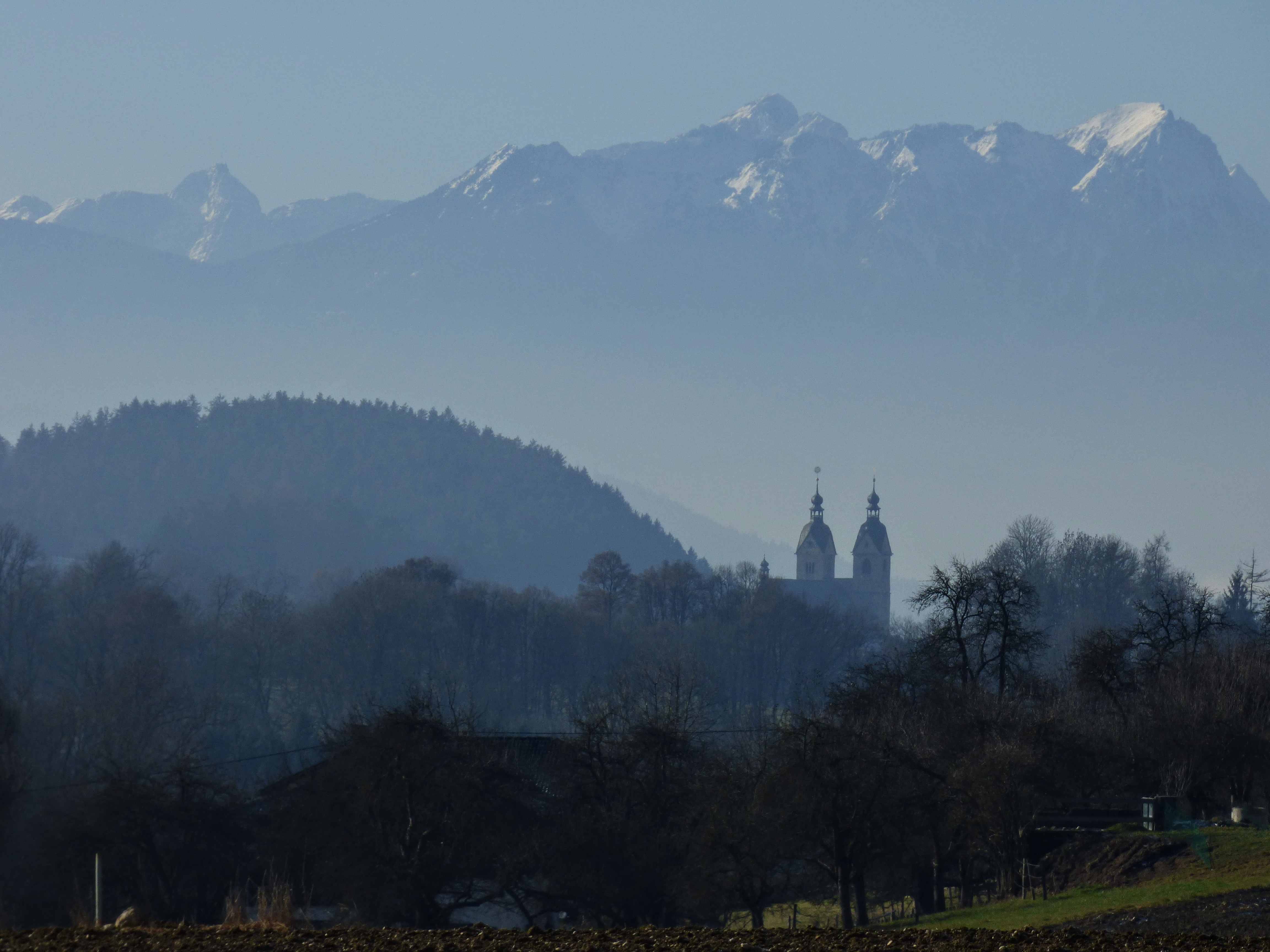
Le clocher des deux tours dans le paysage, avec en arrière-plan le Mittagskogel des Karavanke.

L'église actuelle a été construite à l'emplacement d'une église carolingienne (v. 753) dont rien n'a subsisté au dessus du sol. Elle était dédiée à Sainte Marie et probablement construite à la demande de l'évêque missionnaire Modeste (en), appelé "l'apôtre de la Carantanie". Étant l'une des premières paroisses de la région, elle est devenue la base de la christianisation et a donc été considérée comme l'église-mère de la Carinthie, prenant le titre de "cathédrale" (Dom). La communauté a été investie de vastes propriétés par les archevêques de Salzbourg. 
Au XVe siècle, l'église est entièrement reconstruite dans le style gothique tardif et les bâtiments capitulaires sont fortifiés. En 1430 le chœur et le transept sont édifiés puis la nef dans les années 1450 à 1459.
Un incendie majeur se propagea le 4 novembre 1669 et détruisit la toiture, toutes les cloches et le maître-autel. Les murs et la voûte de la nef ont été épargnés de l'effondrement, de sorte que la majeure partie de l'intérieur a pu être sauvée. À peine cinq ans plus tard, la reconstruction était en grande partie terminée, les tours nouvellement construites recevaient des dômes baroques en forme d'oignon au lieu des anciens toits pointus. À l'intérieur, le nouveau maître-autel est achevé en 1714.
Un lapidarium de plus de 30 reliefs et pierres tombales est muré à l'extérieur sud et dans l'antichambre du portail sud, dont certains proviennent de Virunum, l'ancienne capitale de la province romaine de Noricum, disparue vers 400 ap. J.-C. 

## Dimensions
Les dimensions de l'édifice sont les suivantes :
- Longueur intérieure : 50 m
- Hauteur intérieure : 27 m
- Largeur intérieure : 20 m

## Galerie

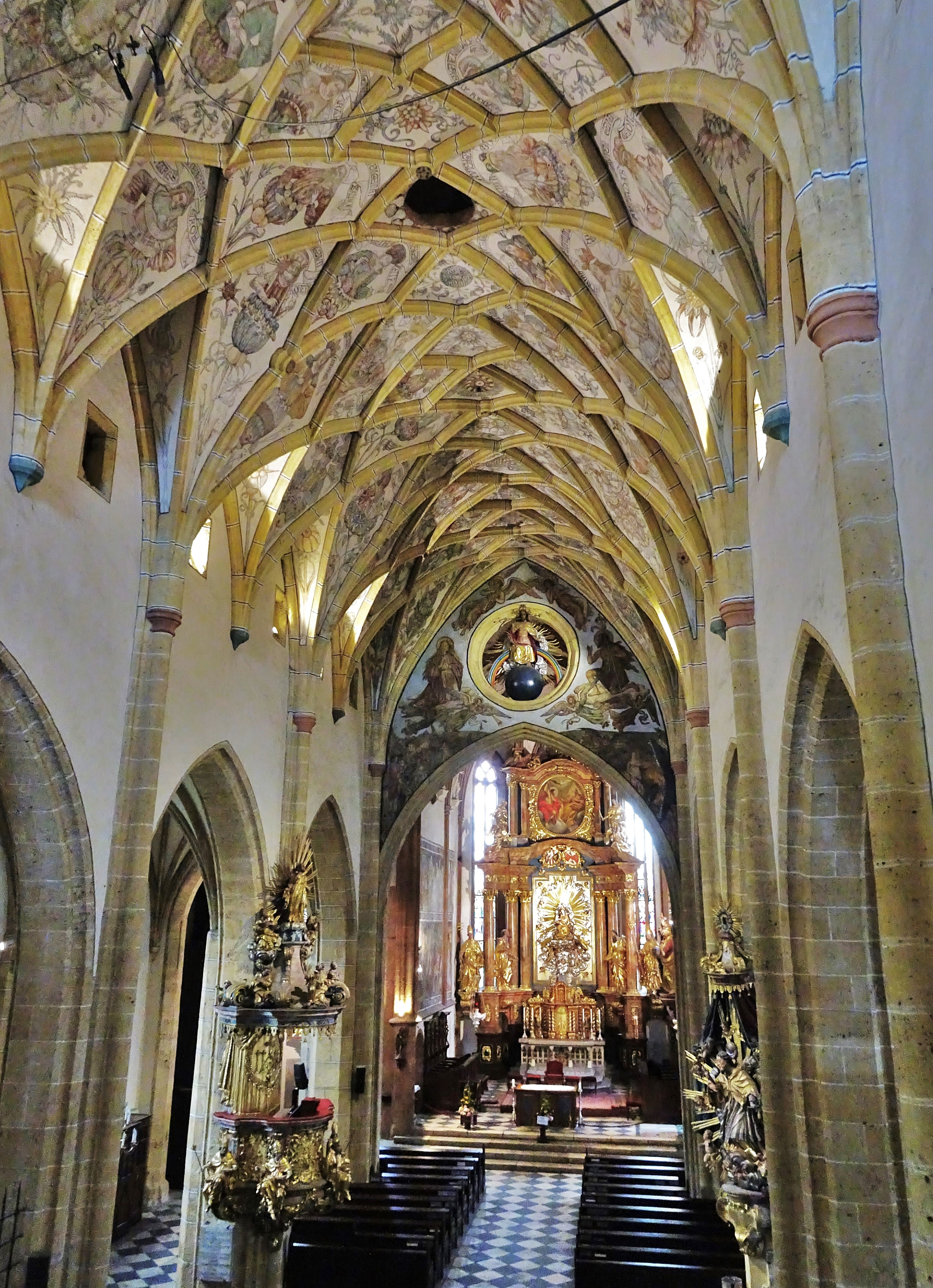
La nef vers le chœur et l'abside. Le plafond comporte des fresques illustrant la généalogie de Jésus.
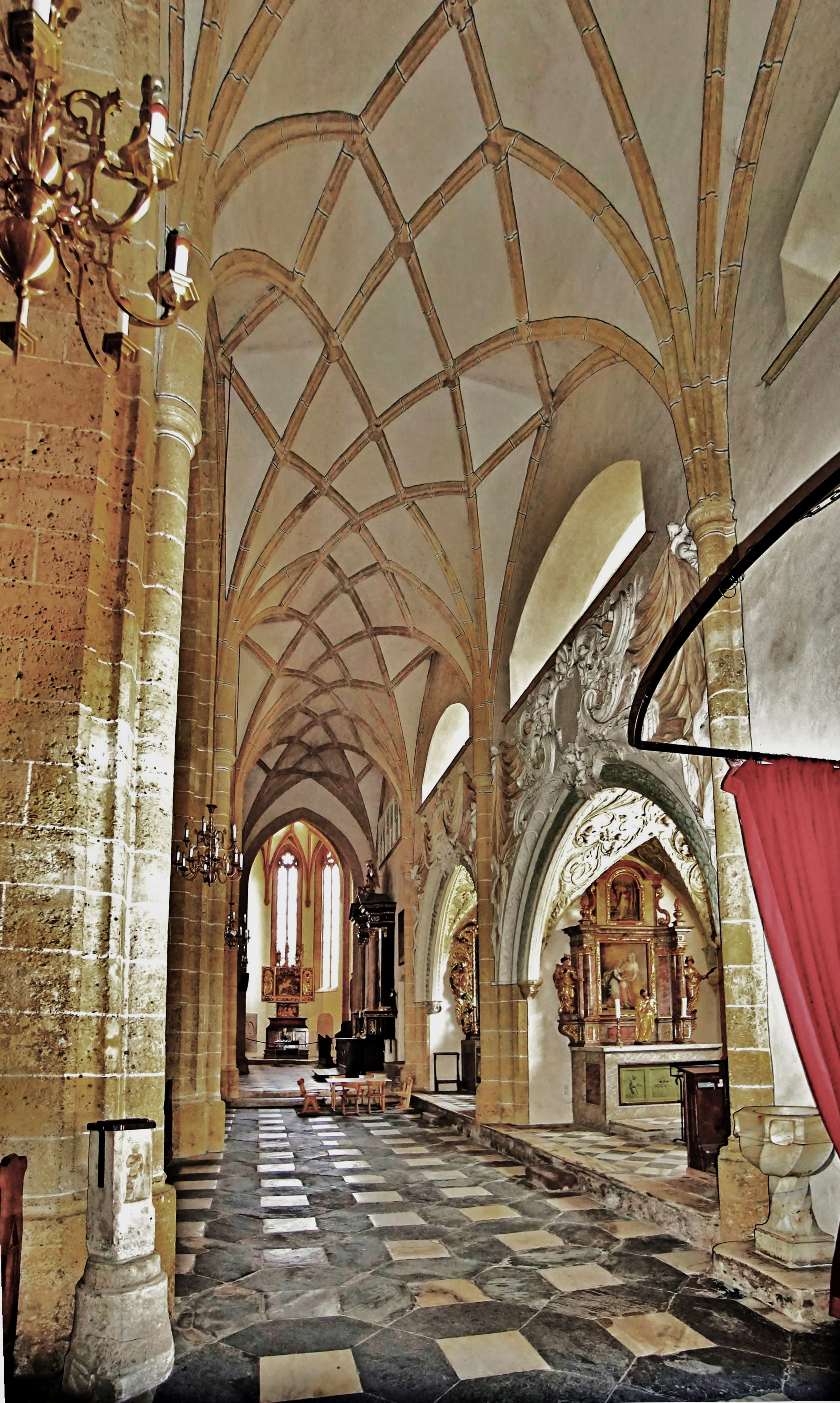
La nef latérale sud.
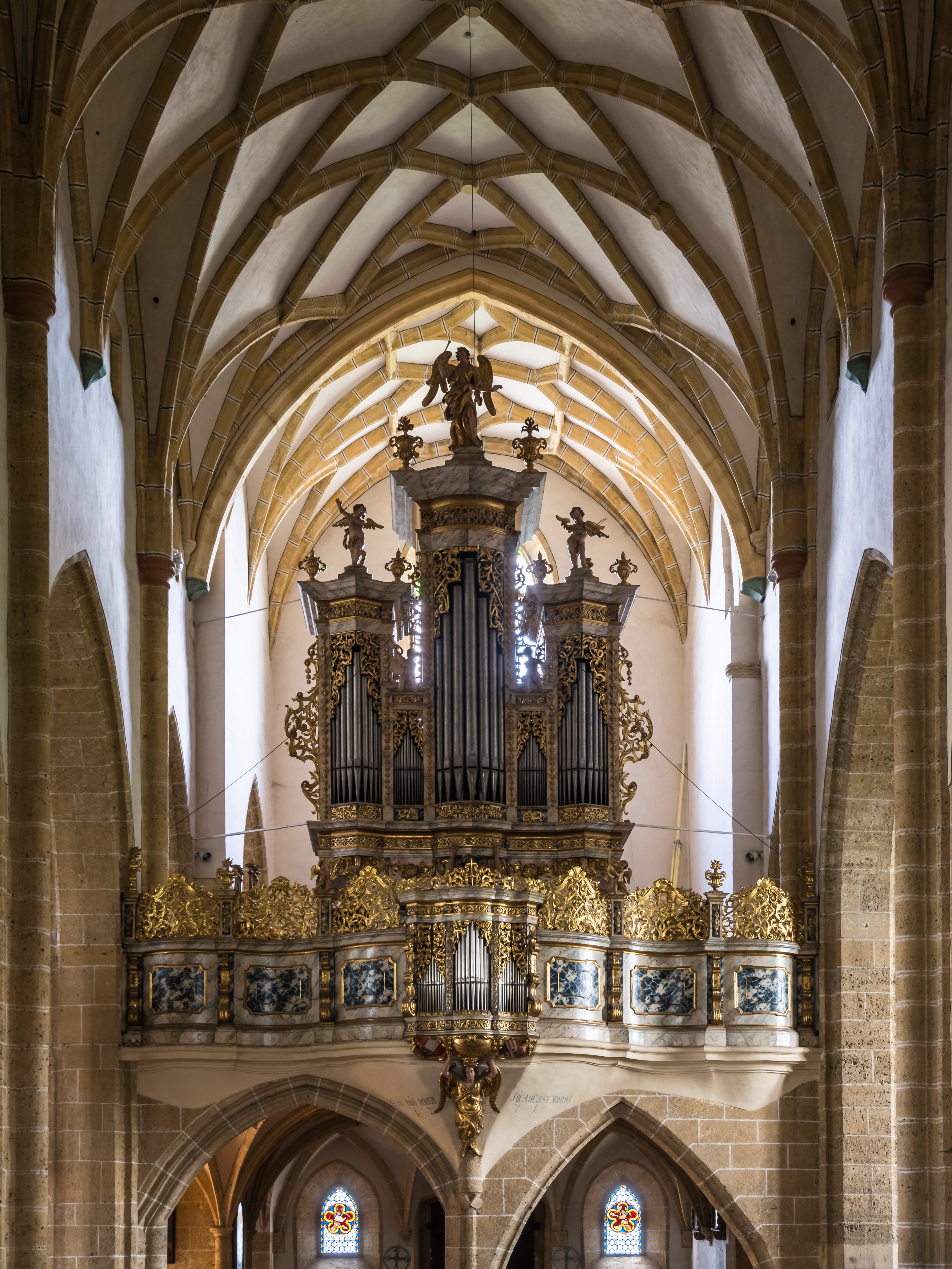
La tribune et l'orgue.
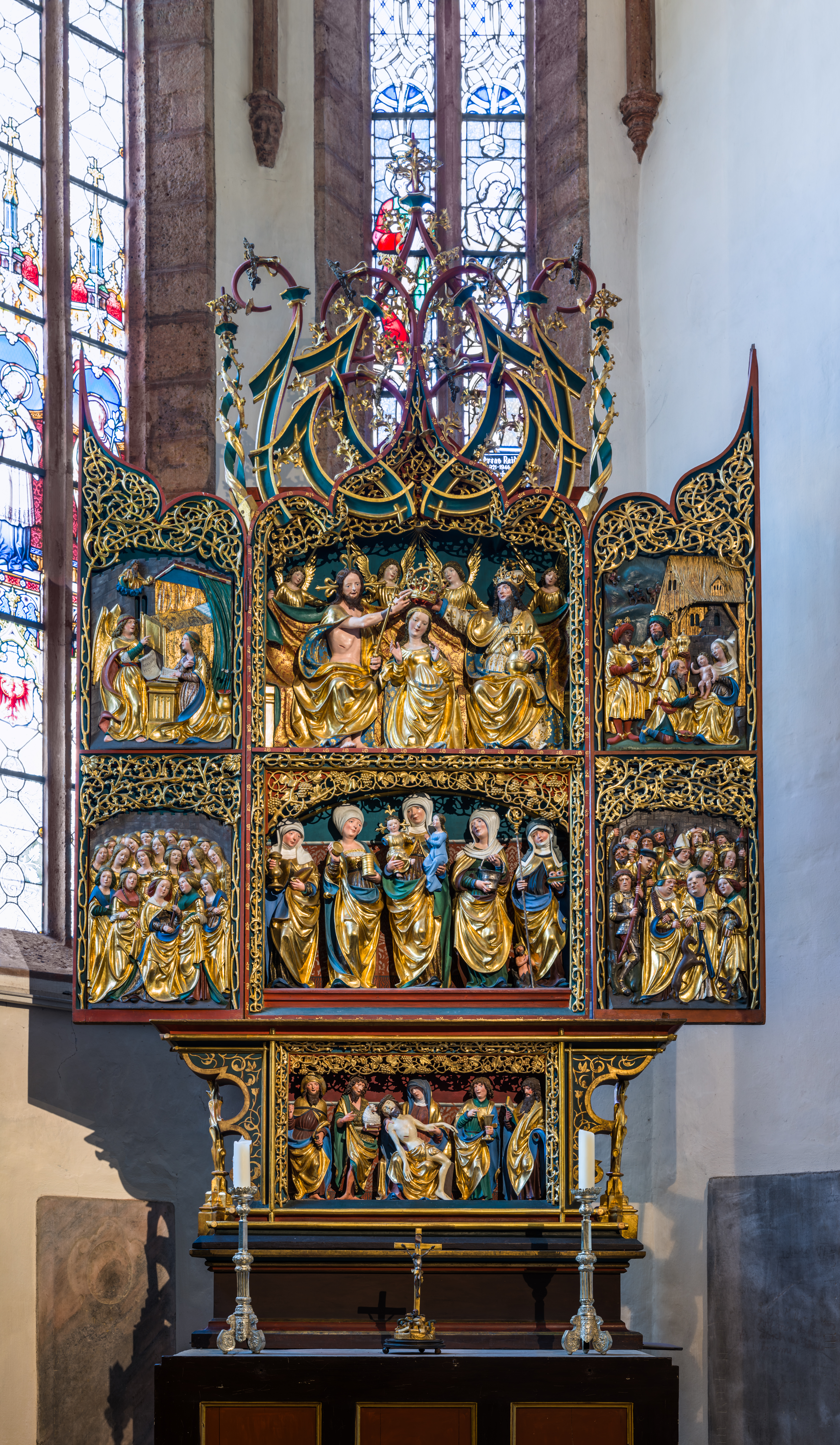
Autel d'Arndorf, école de Villach (de) (v. 1520).
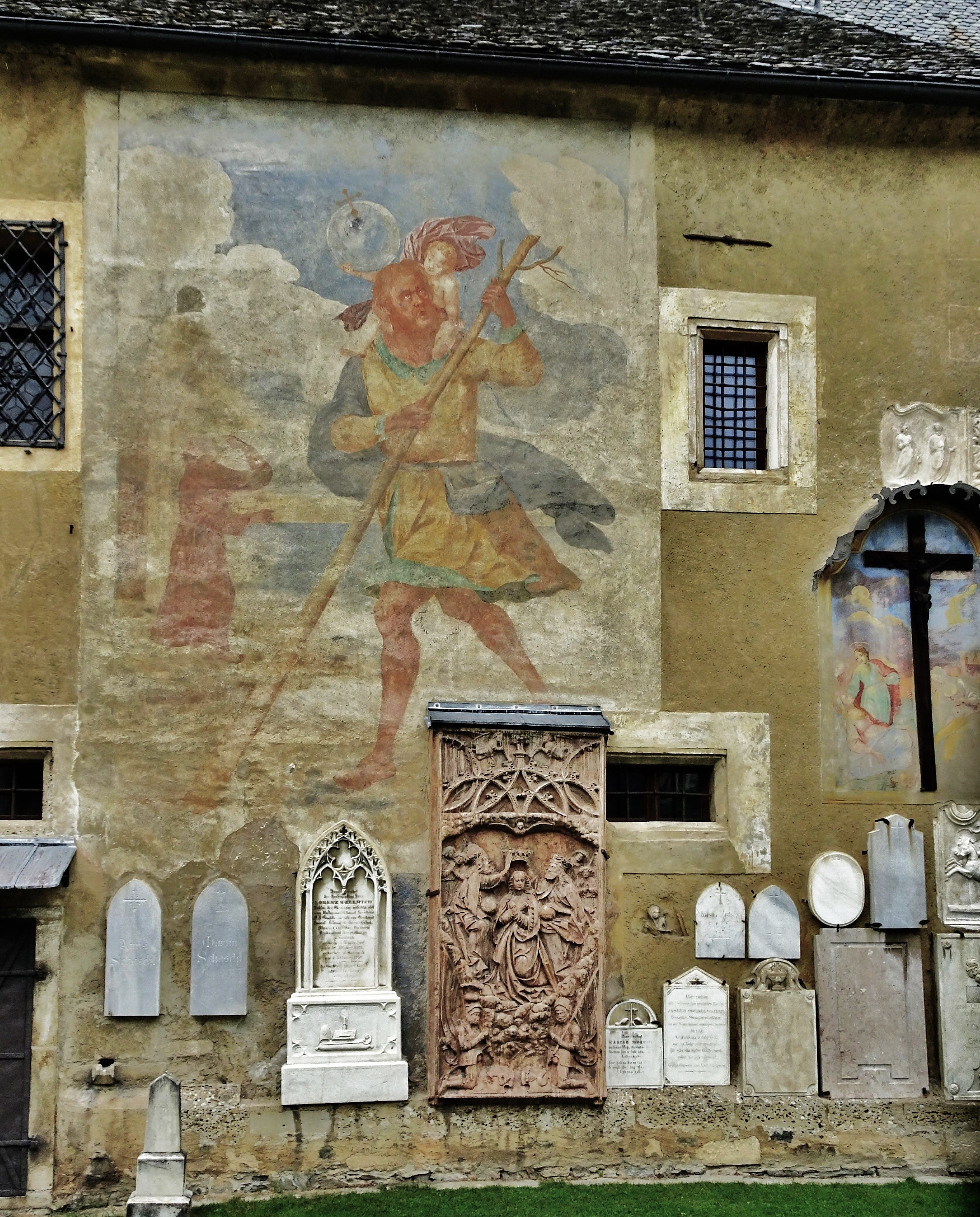
Fresque de saint Christophe avec une partie du lapidarium.